# Leif Claesson
Leif John "Dodo" Claesson född 4 november 1959 i Stockholm, svensk fotograf, konstnär och barnskådespelare. Han är son till författaren Stig Claesson.

## Filmografi
- 1967 – Livet är stenkul
- 1972 – De hemligas ö (TV-serie)

### Fotnoter
1. ↑  ”Leif Claesson”. Svensk Filmdatabas. http://www.sfi.se/sv/svensk-filmdatabas/Item/?type=PERSON&itemid=67526. Läst 29 juni 2012.